# 360 Carlova
360 Carlova este un asteroid din centura principală, descoperit pe 11 martie 1893, de Auguste Charlois.